# Eric Berne
Eric Berne (1910-1970), médico psiquiatra canadiense, creador de la teoría del Análisis Transaccional como forma de explicar el comportamiento humano. Berne siguió los pasos de su padre, médico generalista de profesión, que murió a los 38 años de tuberculosis, cuando Eric contaba con apenas 11 años.

## Biografía
Eric Berne nació el 10 de mayo de 1910 en la ciudad de Montreal, Canadá, donde en 1935 obtuvo el título de medicina y cirugía. Posteriormente se trasladó a los Estados Unidos donde en 1938 se tituló en psiquiatría en Yale. En este país ejerció como psiquiatra, creó un sistema llamado el Análisis Transaccional (AT), el cual definió como "una teoría de la personalidad y de la acción social y un método clínico de psicoterapia basado en el análisis de todas las transacciones posibles entre dos o más personas, sobre la base de estados del yo específicamente definidos”.
Inicia su formación en el modelo psicoanalítico siendo su psicoanalista Paul Federn, discípulo y estrecho colaborador de Sigmund Freud, y que se interesó sobre los estados yoicos. Al mudarse a Carmel (California) prosigue su psicoanálisis con Erik Erikson, psicoanalista de la psicología del yo. 
Ese mismo año, Berne escribe "The Mind in Action", obra divulgativa con varias historias cotidianas que ejemplifican diversos aspectos de la psiquiatría y del psicoanálisis. El prefacio de esta obra es de Abrahan A. Brill que, siendo uno de los introductores del psicoanálisis en EE. UU., muestra su perplejidad al valorar a Berne del que dice; “posee la feliz facultad de documentar y presentar procesos mentales abstrusos de una manera tan sencilla y tentadora, que puede mantener el interés incluso de un fatigado lector de temas psicoanalíticos".
En 1956, fue rechazado como miembro de la Sociedad Psicoanalítica de San Francisco. Sin embargo prosigue con su teoría y que comienza a publicar en el artículo de 1958 Análisis Transaccional: un nuevo y efectivo método de terapia de grupo. En el mismo muestra un modelo que incorpora aspectos de comunicación en los que resuenan los postulados de su vecino y amigo Gregory Bateson.
Aunque buscó alternativas para lograr una psicoterapia más eficaz, fue respetuoso con las teorías psicoanalíticas en las que se formó. Se rodeó de un equipo de colegas y organizó regularmente unos seminarios en San Francisco (California), para compartir sus experiencias como terapeutas de grupo y con vistas a desarrollar un modelo de "psiquiatría social" basado en el estudio de las interacciones (transacciones psicológicas) entre las personas y sus estados del yo, al que llamó Análisis Transaccional.
Berne dedicó 12 años a desarrollar su teoría, cuyo primer libro tituló Análisis Transaccional en Psicoterapia (1961) que fue una revolución en el campo de la comunicación interpersonal, de grupo o de masas. Esto le costó que no le quisieran dar el título de psicoanalista, título que le fue concedido póstumamente.
En este primer libro expone su modelo de personalidad (estados del yo), de acción social (transacciones) y de la imbricación de ambos aspectos en el modo de organizar la vida en lo inmediato (aislamiento, rituales, pasatiempos, actividad, juegos psicológicos e intimidad) y a largo plazo (guion de vida). Los conceptos continúan siendo narrados en un lenguaje accesible cuya relectura y reflexión facilita descubrir la amplitud de su significado.
Tras publicar en 1963 The Structure and Dynamics of Organizations and Groups, en el que desarrolla diversos aspectos psicológicos del funcionamiento grupal; en 1964 publica Games People Play (traducida al español como "Juegos en que participamos") que en ese año se convierte en un best-seller en EE. UU. Le siguen en 1966 Principles of Group Treatment (traducida como "Introducción al tratamiento de grupo"), en 1968 A Layman’s Guide to Psychiatry and Psychoanalysis (reedición de The Mind in Action y traducida como “Mecanismos de la mente”) y en 1970 Sex in Human Loving (traducida libremente como "¿Qué hace usted del amor cuando hace el amor?").
Berne escribe todas estas obras en un lenguaje accesible que permite que el lector capte la información nuclear en una primera lectura y entienda las implicaciones de la misma en lecturas posteriores. Mantiene también este estilo en What do you say after you say hello? (traducida como "¿Qué dice usted después de decir “hola”?"), obra que termina de elaborar en 1970 en el hospital de Monterrey, donde se encuentra hospitalizado por haber sufrido un infarto el 26 de junio.
Atrás queda el seminario clínico de Monterrey que, desde 1950, se celebraba los jueves y estaba constituido por personas dedicadas profesionalmente a la salud. También queda el seminario que, la noche de los martes, se celebraba en San Francisco y que en 1958 se organizó como el Seminario de Psiquiatría Social de San Francisco, cuyos miembros eran heterogéneos en su dedicación laboral; se agrupaban profesionales de la salud, “pacientes” y personas de ocupaciones diversas interesadas en el AT, coherente con la línea de Berne de hacer accesible el ámbito de lo psiquiátrico. En 1964, pasa a denominarse Seminario de Análisis Transaccional de San Francisco, y sus miembros, junto con lo del de Monterrey, crean la International Transactional Analysis Association (ITAA) (Asociación Internacional de Análisis Transaccional)
Eric Berne muere a los 60 años, el 15 de julio de 1970, en el Hospital de Monterrey a causa de un infarto. Unos meses antes, el 14 de marzo de 1970, había muerto Fritz Perls, el creador de la Terapia Gestalt, a los 76 años. Fueron dos hombres geniales, pero Eric Berne aportó grandes ideas al mundo de la comunicación.

## Análisis transaccional
Berne creó la teoría del análisis transaccional como una forma de explicar el comportamiento humano. La teoría de Berne se basa en las ideas de Freud, pero es significativamente diferente. Los psicoterapeutas freudianos se centraban en las personalidades del paciente. Berne creía que el conocimiento podría descubrirse mejor analizando las transacciones sociales de los pacientes. Berne mapeó las relaciones interpersonales con tres estados del yo de los individuos involucrados: el estado Padre, Adulto y Niño. Luego investigó las comunicaciones entre individuos en función del estado de cada uno. Llamó a estas transacciones de interacciones interpersonales y usó los juegos de etiquetas para referirse a ciertos patrones de transacciones que aparecían repetidamente en la vida cotidiana.
Los orígenes del análisis transaccional se remontan a los primeros cinco de los seis artículos de Berne sobre intuición, que comenzó a escribir en 1949. Incluso en esta coyuntura temprana y mientras trabajaba para convertirse en psicoanalista, sus escritos desafiaron los conceptos freudianos del inconsciente.
El Análisis Transaccional (AT) creado por Eric Berne es una escuela de psicología enfocada al mejoramiento personal y social. 
Su objetivo era lograr un modelo de abordaje terapéutico accesible y práctico para todos: "que lo pudiera entender un niño". Sus principales enfoques son:
- Destaca los aspectos sociales y de interrelación.
- Desarrolla un lenguaje no técnico y asequible a la comprensión del paciente.
- Mantiene la consideración positiva del otro como perteneciente a la naturaleza humana.
- Objetivo de la terapia: ayudar a la persona a restaurar o potenciar la posición existencial original: "yo estoy bien, tú estas bien".

## Obra
- A Montreal Childhood, Sevilla: Jeder (2010). Memorias de su infancia y juventud.
- La intuición y el Análisis Transaccional, Sevilla: Jeder (2010). Recopilación de artículos traducidos al español.
- Ego States in Psychotherapy: Am. J. Psychother., 11: 293-309
- Intuition V. The Ego Image. Psychiatric Quarterly, 31: 611-627 (1957)
- Transactional Analysis in Psychotherapy. New York: Grove Press. Inc. (1961). Versión castellana: Análisis Transaccional en Psicoterapia. Buenos Aires: Editorial Psique [1985].
- The Structure and Dynamics of Organisations and Groups, Philadelphia: Lippincott (1963)
- Games People Play. New York: Grove Press Inc. (1964). Versión castellana: Juegos en que participamos. México: Editorial Diana, 180 reimpresión [1986]
- Principles of group treatment. New York: Grove Press (1966). Versión castellana: Introducción al Tratamiento de Grupo. Barcelona: Ediciones Grijalbo, 10 Edición [1983].
- Sex in Human Love. City National Bank, Beverly Hills. California (1970). Versión castellana: Hacer el amor. Qué hace usted con el amor cuando hace el amor. Buenos Aires: Editorial Alfa Argentina. [1975].
- What do you say after you say hello?. New York: Grove Press, 10 Ed. (1973). Versión Castellana: ¿Qué dice usted después de decir hola?. Barcelona: Ediciones Grijalbo, 140 Edición [1974].
- The Mind in Action. New York: Simon and Schuster (1947).
- A Layman’s Guide to Psychiatry and Psychoanalysis. London: Penguin Books (1971).
- A Layman’s Guide to Psychiatry and Psychoanalysis. New York: Ballantine Books Edition
- Intuition and Ego States. San Francisco: International Transactional Analysis Association (1977).
- A Montreal Childhood. Sevilla: Editorial Jeder (2010).